# Tolospää
Tolospää är en kulle i Finland.   Den ligger i den ekonomiska regionen Norra Lappland och landskapet Lappland, i den norra delen av landet, 900 km norr om huvudstaden Helsingfors. Toppen på Tolospää är 419 meter över havet.
Terrängen runt Tolospää är kuperad norrut, men söderut är den platt.  Trakten runt Tolospää är nära nog obefolkad, med mindre än två invånare per kvadratkilometer. Det finns inga samhällen i närheten. Omgivningarna runt Tolospää är i huvudsak ett öppet busklandskap.